# Schizachyrium gracilipes
Schizachyrium gracilipes är en gräsart som först beskrevs av Eduard Hackel, och fick sitt nu gällande namn av Aimée Antoinette Camus. Schizachyrium gracilipes ingår i släktet Schizachyrium och familjen gräs. Inga underarter finns listade i Catalogue of Life.